# Parque nacional del Vesubio
El parque nacional de Vesubio (en italiano, Parco Nazionale del Vesuvio) es un parque nacional en torno al volcán monte Vesubio, al este de Nápoles, Italia. El parque se creó en 1995 y se extiende por una zona de alrededor de 135 kilómetros cuadrados todos ellos dentro de la ciudad metropolitana de Nápoles.

## Senderos
Las autoridades del parque manejan una red de nueve senderos a pie (en italiano sentieri) con una longitud total de 54 km. Los senderos se renovaron entre 1992 y 2003. Actualmente, son una gran atracción turística.